# Pieczyska (wieś w powiecie kaliskim)
Pieczyska – wieś w Polsce, położona w województwie wielkopolskim, w powiecie kaliskim, w gminie Brzeziny.
W latach 1975–1998 miejscowość położona była w województwie kaliskim.
Zobacz też: Pieczyska, Pieczyska Iłowskie, Pieczyska Łowickie